# Друже Тито ми ти се кунемо (сингл)
Друже Тито ми ти се кунемо је популарни сингл Здравка Чолића. Издат је 23. априла 1980. године, свега неколико дана пред смрт доживотног председника СФРЈ Јосипа Броза Тита (који је преминуо 4. маја 1980. године у Љубљани). Издавачка кућа је Југотон; продуцент је Макса Ћатовић. 

## Песме
На синглици су две песме, обе настале 1977. године: 
1. Друже Тито ми ти се кунемо — композитор Ђорђе Новковић, текст Мира Алечковић, аранжман Рајмон Руић
Песма је настала у извођењу Загребачке филхармоније и вокалне групе КУД Иван Горан Ковачић и диригента Ђела Јусића. 
Ова песма први пут је изведена на Југословенском фестивалу револуционарне и родољубиве песме у Загребу 1977. године.
2. Титовим путем — композитор и аранжман Ђело Јусић, текст Михајло Вукадиновић
Песма је настала у извођењу Ревијског оркестра и мешовитог збора Уметничког ансамбла ЈНА и диригента Будимира Гајића. 
Ова песма први пут је изведена на Традиционалној музичкој свечаности ЈНА у Београду 1977. године.